# Codex Durán

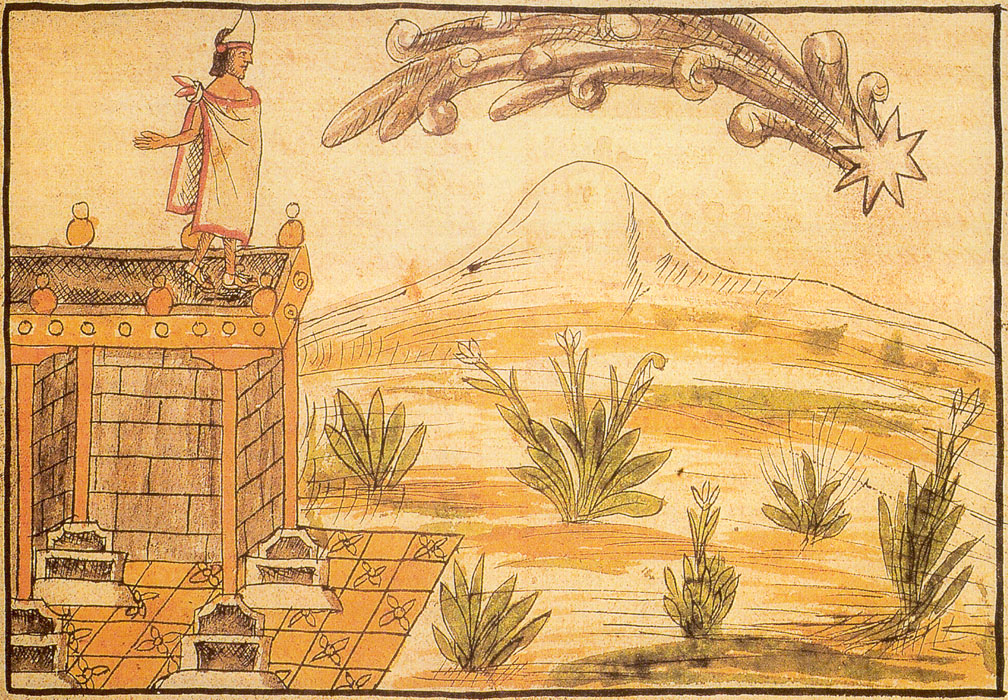
Montezuma osserva il passaggio di una cometa. Immagine dal Codex Duran, capitolo LXIII. Secondo Duran, i Tlatoani interpretavano la cometa come un segno, ma i medici aztechi ("agoreros mexicas") non sapevano cosa dire. Montezuma chiese quindi consiglio a Nezahualpilli di Tetzcoco, che affermò che era un segno del declino del Messico-Tenochtitlan.

Il Codex Duran (Codice Durán o Historia de las Indias de Nueva España e Islas de Tierra Firme; "La storia dei territori indiani della Nuova Spagna e delle isole del continente") è un manoscritto miniato della Nuova Spagna, realizzato nella seconda metà del XVI secolo dal frate domenicano Diego Durán. È conservato nella Biblioteca Nacional de Madrid.

## Contenuti
La Historia de las Indias... è un testo sulla storia antica degli Aztechi ("mexicas"). Contiene numerosi riferimenti ad altri testi e alcune delle sue fonti probabilmente sono servite anche da modello per la Crónica Mexicayotl di Fernando Alvarado Tezozómoc, con la quale condivide non solo l'argomento, ma anche gran parte delle informazioni. Questo ipotetico documento è andato perduto e si chiamava Crónica X.

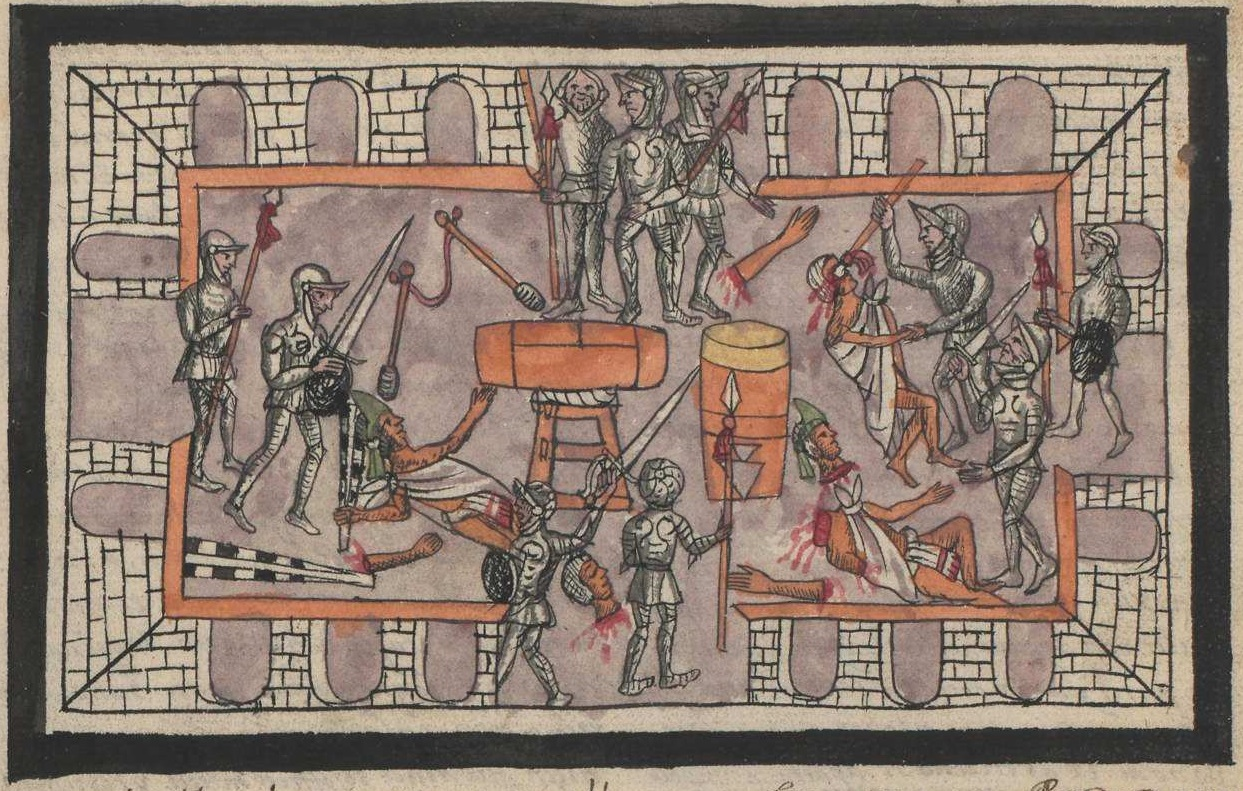
Immagine dal Codex Durán, il massacro del templo Mayor (tempio principale) (tra il 1521 e il 1530)

Il Codex Duran tratta della storia degli Aztechi dalla loro partenza da Chicomoztoc alla loro sconfitta ad opera degli spagnoli. Nelle pagine del manoscritto, Durán include anche numerosi aneddoti ed è estremamente dettagliato. Il carattere delle persone riceve un'attenzione speciale per spiegare le ragioni dell'ascesa e della caduta del Messico-Tenochtitlan. Questa procedura è diversa da ciò che le stesse persone sperimentano nella Crónica Mexicáyotl. Ad esempio, Tlacaelel nel Codex Durán sembra essere molto più importante nello sviluppo del potere degli Aztechi che nel Codex Tezozómoc.